# Nuno Nogueira Santos
Nuno Nogueira Santos é um jornalista português.
Apesar de ter formação académica na área das ciências, desde os seus 18 anos que se deixou fascinar pela rádio e pela escrita.
Radicado desde cedo no Porto, foi jornalista e locutor de rádio em várias estações de rádio. A sua carreira de jornalista passou também por vários jornais.
A sua carreira como jornalista teve no entanto um iato, em 1995 e 1996, tendo tido então a sua primeira experiência como assessor de imprensa e relações públicas, numa das primeiras agências de comunicação do Porto.
Depois de um regresso de mais ano e meio ao jornalismo, deixaria em definitivo essa arte, ao assumir o cargo de Director Executivo de um kartódromo e mais tarde director de marketing de um concessionário automóvel.
Ligado a várias campanhas eleitorais, fundou, em 2009, uma agência de comunicação no Porto.
Foi responsável pela comunicação da campanha eleitoral de Rui Moreira, em 2013, e Adjunto do Presidente da Câmara do Porto, entre 2013 e 2017.
Foi Director de Campanha de Rui Moreira, em 2017.
Actualmente é Chefe de Gabinete de Rui Moreira.